# Anders Eklund (mördare)
Per Anders Eklund, numera Gustavsson, född 6 augusti 1965, är en svensk dömd mördare och sexualförbrytare. Han är mest uppmärksammad för Englamordet och Pernillamordet, men har även gjort sig skyldig till annan omfattande kriminell verksamhet, ofta med sexuella förtecken. 
Han dömdes 2008 till livstids fängelse för mord, grov våldtäkt, grov våldtäkt mot barn, grov misshandel samt barnpornografibrott. Domarna har inte överklagats.
Eklund ansökte om tidsbestämt straff åren 2019 och 2022, men han fick avslag i båda fallen.
Anders Eklund misstänks även för att ha begått ett tredje mord, på sexåriga Jasmina Jasharaj, som försvann från sitt bostadsområde i Sävsjö i Småland den 28 juli 1997. Polisen misstänkte snart att flickan hade blivit mördad. Hon har dock inte återfunnits, varför misstanken om mord ännu inte har kunnat verifieras.

## Profil
Eklund växte upp i Torsåker, Hofors kommun. Hans uppväxt ska inte ha kantats av våld eller missförhållanden. Han blev föremål för en mycket omfattande publicitet i samband med gripandet. Hans privatliv kartlades av olika tidningar, vilket gav bilden av en udda ensling med en komplicerad relation till kvinnor. Media beskrev Eklunds tillvaro på ett mycket mer ingående sätt än vad som tidigare varit vanligt, varvid ett stort antal detaljer presenterades. Flera privatpersoner med kopplingar till Eklund uttalade sig.
Eklund var anställd som chaufför vid ett åkeri vid tiden för gripandet. Han har därför refererats till som "lastbilschauffören". Olika bilder har förekommit där han framför fordon, bland annat foton från fartkameror som publicerades i åtalsskedet.
Då Eklund rört sig över stora delar av landet, använde polisen material från fartkameror för att kartlägga Eklunds rörelser. Syftet var att kontrollera om det kan ha funnits kopplingar till andra, ouppklarade brott där Eklund kunde komma ifråga. Utredningen har dock hitintills inte lett fram till något konkret resultat.
I juni 1994 var Eklund inblandad i en trafikolycka och han menar själv att han efter detta påbörjade sin brottsliga bana. Enligt den rättspsykiatriska undersökning framkom att Eklund inte lider av någon allvarlig psykisk störning. Hjärnforskaren Håkan Fisher på (Karolinska Institutet) utesluter dock inte att det kan finnas en hjärnskada med i bilden (orsakad vid trafikolyckan) och att den kan vara en av orsakerna till att personligheten förändrats och utlöst de kriminella handlingarna.

## Kända brott
Eklund var känd av polisen, då han redan 1994 dömdes för upprepade brott med våldsinslag och sexuella inslag. Han har därefter dömts för brott vid sex tillfällen mellan 1994 och 2008 och avtjänat flera fängelsestraff. Han greps igen 2008, misstänkt för att ha fört bort Engla Höglund. 

### Englamordet
Polisen fick relativt snabbt upp spåren som ledde till att Eklund kunde gripas för mordet, och till stor del berodde det på att det fanns fotomaterial som polisen kunde använda i utredningen. När detta material publicerades fick polisen flera tips som också bidrog till ett snabbt gripande.
Eklund ägde en röd SAAB 900 S 5D 2,0i av 1997 års modell. Bilen blev riksbekant då bilder av den publicerades i rikspress. Bilden togs av en privatperson, som provade en nyinköpt kamera, och som av en ren slump råkade befinna sig på vägen där Eklund åkte minuterna innan Höglund försvann. Bilden blev helt avgörande för polisutredningen och ledde till att Eklund snabbt kunde gripas.

### Pernillafallet
Eklund förekom i utredningsmaterialet i Pernillafallet, då det var känt att Eklund befann sig i Falun då mordet ägde rum. Efter gripandet i Englafallet konfronterades Eklund med DNA-bevis som knöt honom till mordet på 31-åriga Pernilla Hellgren. Eklund erkände.

## Samhällsdebatt
De brott Eklund gjort sig skyldig till, då främst mordet på Engla Höglund, utlöste en våldsam våg av allmän avsky, vilken också åtföljdes av en infekterad samhällsdebatt. Debatten gick ut på att eftersom Eklund var en känd brottsling, så borde polisen i Dalarnas län tidigare kunnat hitta kopplingen till Pernillamordet och på så sätt kunnat avvärja fortsatt brottslighet. 
Kriminolog Leif GW Persson granskade fallet och i samband med denna granskning uppkom misstanke om att Eklunds namn städats bort i utredningarna. Polisen i Dalarnas län tillsatte en extra utredning med målsättningen att hitta eventuella felaktigheter i arbetet. Utredningen kom dels fram till att ingen kunde ställas till ansvar för att kopplingar inte hittats och dels att inget tydde på att material avlägsnats från utredningarna.